# VL フム
VL フム
フィンランド中央航空博物館に展示されているVL フム
- 用途：戦闘機
- 製造者：フィンランド国営航空機工場（Valtion lentokonetehdas）
- 運用者：フィンランド空軍
- 初飛行：1944年8月8日
- 生産数：1機

VL フム（VL Humu：「渦巻くもの」の意）は、 1944年にフィンランドの国営航空機工場（Valtion lentokonetehdas）で設計された戦闘機である。
アメリカ合衆国のブリュースター F2A バッファローの設計を基にしており、金属物資の不足により、大部分が木製構造であったがフレーム部が金属製である点はブリュースター機に類似していた。

## 概要
フィンランド空軍には少数（44機）のブリュースター機しか就役していなかったため、ブリュースターの設計を基にした自国製の戦闘機を欲していた。この機体の設計のために（Torsti Verkkola）、（Arvo Ylinen）と（Martti Vainio）が指導者として呼び集められた。空軍は90機のフムを発注したが、僅か1機のみが製作された1944年に量産は中止された。HM-671の登録記号を与えられたこの機体は1944年8月8日に初飛行し、その後に総計19時間50分の飛行を行った。重量が計画値よりも250 kg重く搭載したエンジンが非力であることで、単純にこの機体は1944年という時期に期待される戦闘機の標準的な性能には及ばなかった。主翼に装備していた機関銃を胴体に移設したことは特筆すべき改善点であった。
HM-671は完全に修復されてフィンランド中央航空博物館に展示されている。

## 運用
フィンランド
- フィンランド空軍

## 要目
(VL Humu)
- 乗員：1名
- 全長：8.03 m (26 ft 4 in)
- 全幅：10.67 m (35 ft 0 in)
- 全高：3.66 m (12 ft 0 in)
- 翼面積：19.40 m² (208.8 ft²)
- 最大離陸重量：2,895 kg (6,380 lbs)
- エンジン：1 × シュベツォフ ASh-62 9気筒 空冷 星型エンジン、746 kW (1,000 hp)
- 最大速度：430 km/h (267 mi/h)
- 巡航高度：8,000 m (26,250 ft)
- 航続距離：
- 上昇率：13.3 m/s (43.6 ft/s)

- 武装：
  - 2 ×  12.7 mm LKk/42(スウェーデン語版) 機関銃